# Barre postorbitaire

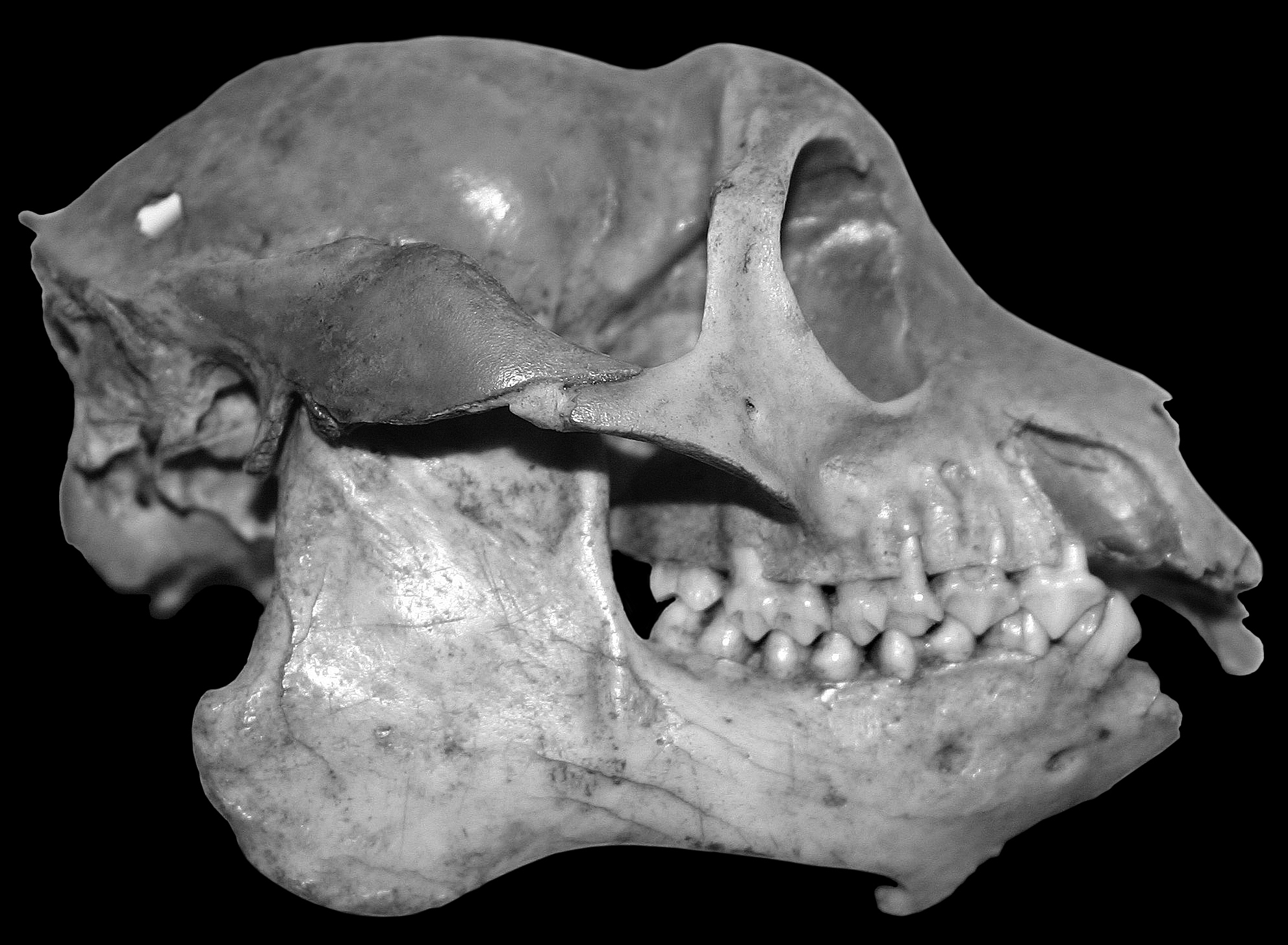
Crâne de Mesopropithecus globiceps avec la barre post-orbitaire bien visible au-dessus et en avant de l'arcade zygomatique.

La barre postorbitaire ou barre post-orbitaire est une arche osseuse formée par la jonction de la branche montante du zygomatique avec le processus zygomatique de l'os frontal jugal située à la partie externe de l'orbite d'un sous-ordre des primates, les Strepsirrhini et qui laisse en arrière un orifice.
Au contraire, les Haplorrhini, ont une orbite osseuse complètement fermée à l'arrière pour protéger les yeux.
Une théorie de l'évolution explique cette différence par l'importance relative de la vision chez ces deux sous-ordres de primates. Les Haplorrhini (tarsiers et simiens) ont tendance à être des animaux diurnes et donc dépendant essentiellement de leurs données visuelles, alors que les Strepsirrhini sont principalement nocturnes et beaucoup moins dépendants de leur vision.